# Paul Pidancet
Paul Pidancet (* 8. September 1937; † 20. August 2022 in Trier) war ein deutscher Fußballspieler und -trainer. Der Offensivspieler hat von 1958 bis 1963 in der damals erstklassigen Fußball-Oberliga Südwest insgesamt 136 Spiele absolviert und dabei 44 Tore für die Vereine Eintracht Trier (1958–1961) und Borussia Neunkirchen (1961–1963) erzielt.

## Laufbahn

### Amateur und Oberliga Südwest, bis 1963
Pidancet begann seine Karriere im Alter von 9 Jahren bei der DJK St. Matthias Trier. Danach wechselte er zum VfL Trier und galt mit 17 Jahren bereits als Leistungsträger in der drittklassigen 1. Amateurliga Rheinland (bis 1955) und der zweitklassigen II. Division Südwest (ab 1955). 1958 wechselte er zum Oberligisten und Stadtrivalen Eintracht Trier. Sein Debüt in der Oberliga Südwest gab der Angreifer am 17. August 1958 beim Heimspiel gegen Mainz 05. Beim 4:2-Erfolg steuerte er an der Seite von Rechtsaußen Elmar May zwei Tore bei. Nach drei Jahren, in denen er 79 Oberligaeinsätze absolvierte und dabei 26 Tore erzielte, wechselte er gemeinsam mit May zu Borussia Neunkirchen. Mit dem Verein aus dem Ellenfeldstadion feierte er in seiner ersten Saison 1961/62 die Meisterschaft im Südwesten und zog damit in die Endrunde um die deutsche Fußballmeisterschaft ein. Im letzten Jahr des alten erstklassigen Oberligasystems, 1962/63, erreichte Pidancet mit den Saarländern die Vizemeisterschaft und den erneuten Einzug in die Endrunde. Da dem Südwesten bei der Gründung der Fußball-Bundesliga nur zwei Plätze zugestanden wurden, diese an den 1. FC Kaiserslautern und den 1. FC Saarbrücken vergeben wurden, spielte der Mann aus Trier in der Serie 1963/64 mit Neunkirchen in der Regionalliga Südwest.

### Regionalliga und Bundesliga, 1963 bis 1970
Zur Meisterschaft in der Regionalliga konnte er 1963/64 verletzungsbedingt lediglich in neun Spielen sechs Tore beitragen. In der Aufstiegsrunde dagegen fehlte er nur in einem Spiel und gehörte auch am 20. Juni 1964 dem Borussen-Team an, das sich mit 2:0 Toren die entscheidenden zwei Punkte beim favorisierten FC Bayern München holte und damit in die Bundesliga aufstieg. Nach dem Aufstieg in die Bundesliga feierte Pidancet unter Trainer Horst Buhtz am 22. August 1964, es war der Starttag der Runde 1964/65, gegen den 1. FC Nürnberg sein Bundesligadebüt. Der Aufsteiger überraschte mit dem 10. Platz. Am 28. Mai 1966 bestritt er gegen den Karlsruher SC sein 23. und letztes Spiel in der Liga. Nach dem Abstieg ging Pidancet zurück zu Eintracht Trier und absolvierte zwischen 1966 und 1970 nochmals 84 Ligaspiele mit acht Toren.

### Amateurligen, 1970 bis 1980
Danach verabschiedete er sich in das Amateurlager, wo er als Spielertrainer bis 1972 für den SV Leiwen auflief und anschließend bis 1975 trainierte. Danach wechselte er in der Saison 1976/77 in die Bezirksliga zum späteren Zweitligisten FSV Salmrohr. Anschließend kehrte er zum Abschluss seiner Laufbahn zu seinem Heimatverein VfL Trier als Trainer zurück. Seine aktive Trainerlaufbahn beendete er dort im Jahr 1980.
Pidancet lebte in seinem Heimatort Trier-Medard.